# Аустриа-Нетто
«Аустриа-Нетто» (нем. Austria Netto Katalog; ранее также «Аустриа-Каталог» — Austria Katalog) — самые популярные (специализированные) австрийские каталоги для коллекционеров. Они регулярно издаются с середины XX века. Среди филателистов, нумизматов и коллекционеров телефонных карт эти справочные каталоги считаются авторитетными.

## Каталоги почтовых марок

### Описание и история
Среди этих каталогов наиболее известны каталоги в области филателии. Они ограничены описанием почтовых марок Австрии и связанных с ней почтовых ведомств (стран). Выходят ежегодно.
Старейшим из них является «Специализированный каталог Австрии» («Österreich Spezial Katalog»), который ранее издавался фирмой «Р. Рознер» (Rita Rosner) в Вене. Так, в 1975 году в свет вышло 31-е издание этого каталога почтовых марок, подготовленное этим издательством. Оно включало описание классических выпусков Австрии 1850—1899 годов, а также 1945 года. В каталоге были даны цены классических марок на письмах-вырезках, а также газетных марок на целых газетах. В каталоге были перечислены чёрные оттиски, которые почтовое ведомство использовало в рекламной кампаниях, с указанием их тиражей. Издание дополнительно содержало перечень австрийских монет с 1848 года. По состоянию на 2015 год, каталог выдержал уже 70 изданий.
Ежегодно также публикуются «Стандартный каталог Австрии» («Österreich Standardkatalog») и «Каталог четырёх стран» («Vierländerkatalog»). В последнем описываются все почтовые марки, выпущенные в каждом из четырёх немецкоговорящих государств: Австрии, Германии, Лихтенштейне и Швейцарии.

### Содержание
Содержание современного «Специализированного каталога Австрии» значительно больше «Стандартного каталога Австрии» и включает следующие дополнительные разделы:
- персонифицированные почтовые марки,
- телеграфные марки,
- судебно-почтовые,
- фискальные и газетные марки,
- официальные новоделы,
- полевая почта (с 1955),
- марки Ломбардо-Венеции,
- австрийская почта в странах Леванта,
- австрийская почта на острове Крит,
- марки Боснии и Герцеговины,
- выпуски с надпечатками государств-преемников,
- местные выпуски Первой и Второй Австрийской Республик,
- рекламные и памятные листы,
- ракетная почта,
- первые рейсы «Austrian Airlines»,
- почтовые марки ООН.

## Другие каталоги
Помимо каталогов почтовых марок, линия каталогов «Аустрия-Нетто» также включает выпускаемые ежегодно каталоги австрийских монет и каталоги австрийских телефонных карт. Издатель каталогов также выпускает каталоги специальных гашений.

## Издатель и главный редактор
В прошлом, во второй половине XX века, издателем и главным редактором каталогов «Аустрия-Нетто» являлась Рита Рознер (Rita Rosner). По состоянию на 2016 год, этот пост занимала Кристина Штайрер (Christine Steyrer).

## Аббревиатура названия
Из-за того, что название «Austria Netto Katalog» весьма длинное, коллекционеры часто используют аббревиатуру «ANK» («АНК»). При этом встречающееся также довольно часто выражение «каталог АНК» (англ. «ANK catalog») с технической точки зрения избыточно.